# David Attenborough
Sir David Frederick Attenborough (* 8. května 1926 Londýn) je britský přírodovědec, popularizátor, režisér, scenárista a dokumentarista. Jeho tvář a hlas jsou již přes 60 let spjaty s popularizací přírodních krás celého světa. Jeho nejznámějším dílem je devět sérií o různorodosti života na Zemi, které vytvořil ve spolupráci s BBC. Společenskou formou a obsáhle zkoumá život na naší planetě. Je také bývalý senior manager BBC, kontrolor BBC Two a ředitel programu pro BBC Television po celá 60. a 70. léta 20. století. Jeho bratrem byl režisér, producent a herec Richard Attenborough.

## Mládí a rodinný život
Vyrůstal na koleji Univerzity v Leicesteru, kde jeho otec Frederick pracoval jako ředitel. Narodil se jako druhý ze tří synů. Starší Richard pracoval u filmu a mladší John Michael Attenborough zastával pozici ředitele automobilky Alfa Romeo. Jeho rodiče v průběhu druhé světové války také adoptovali dvě židovské dívky transportované z Evropy. Své dětství trávil sbíráním fosilií, kamenů a jiných přírodnin. V sedmi letech byla jeho snaha podpořena, když mladá dívka Jacquetta Hawkesová obdivovala jeho sbírku. O několik let později mu jedna z jeho adoptovaných sester darovala jantar s prehistorickým tvorem.
Základní školu absolvoval na Wyggeston and Queen Elizabeth I College v Leicesteru. V roce 1945 získal stipendium na vysokou školu Clare College v Cambridge, kde ukončil studia geologie a zoologie získáním akademického titulu. V roce 1947 absolvoval základní vojenskou službu u Britského královského loďstva v severním Walesu a Firth of Forthu.
V roce 1950 se oženil s Jane Elizabeth Ebsworth Orielovou. Manželství přetrvalo až do její smrti v roce 1997. V jeho manželství se narodily dvě děti, Roberta a Susan. Robert Attenborough působí jako lektor fakulty Biologické antropologie na Australské národní univerzitě v Canbeře.

## První roky vBBC
Po návratu z námořní služby editoval dětské naučné texty pro jedno nakladatelství. Brzy ho tato práce přestala naplňovat, přesto v roce 1950 chtěl svou práci šířit přes rádio. Ačkoli byl tento nápad zamítnut, jeho akademický životopis zaujal Mary Adamsovou, vedoucí zpravodajství, které bylo v BBC na začátku svého vývoje. I když v té době neměl doma televizi, přesto nabídku Adamsové přijal a do BBC nastoupil na plný pracovní úvazek. Jeho první projekty zahrnovaly vědomostní kvízy o zvířatech, rostlinách, minerálech a pořad Píseň lovce, který byl o folkové hudbě a který prezentoval Alan Lomax. Stal se producentem diskuzních pořadů, které se vysílaly v přímých přenosech.
Attenboroughovo spojení s přírodovědnými programy bylo nastartováno vytvořením a představením třídílného pořadu The Pattern of Animals, který moderoval Julian Huxley. Výběr zvířat byl vázán na druhy, jímž oplývala londýnská zoologická zahrada. V pořadu byly představovány zvířecí schopnosti maskování či projevy námluv. Zásluhou pořadu se Attenborough seznámil s Jackem Lesterem, správcem pavilonu studenokrevných živočichů a společně vytvořili pořad Zoo Quest, který popisoval nemoci zvířat.
V roce 1957 přírodovědná část BBC byla oficiálně přeložena do Bristolu. Attenborough nabídku na další spolupráci odmítl, neboť se nechtěl stěhovat z Londýna, kde jeho rodina žila. Místo toho se začal věnovat vlastní produkci, díky které mohl pokračovat v programu Zoo Quest a točit nové dokumentární pořady Travellers´ Tales a Adventure.
Na začátku 60. let ukončil spolupráci s BBC kvůli postgraduálnímu studiu v oboru sociální antropologie, kterou studoval na London School of Economics, ale před ukončením studia se k BBC vrátil, jako kontrolor BBC Two.

## V administrativě BBC
V březnu 1965 se stal kontrolorem programu BBC Two, se smlouvou o možnosti produkce přírodovědeckých pořadů. Ještě téhož roku v Tanzanii natočil dokument o slonech a v roce 1969 natočil třídílnou sérii o kulturní historii indonéského ostrova Bali. V roce 1971 při natáčení filmu A Blank on the Map se připojil k první expedici, která hledala na ostrově Nová Guinea neznámé kmeny.
Program BBC Two byl spuštěn roku 1964, ale neměl dostatečnou sledovanost. Ve funkci kontrolora tedy zkusil změnit maskota programu a celou programovou podobu. Vysílání získalo pestřejší skladbu se zaměřením na hudbu, umění, zábavu, archeologii, netradiční komedii, cestování, drama, sport, ekonomiku, vědu a přírodu. Obvyklý večer nabízel bohatý mix pořadů, např. Man Alive, Call My Bluff, Chronicle, Life, One Pair of Eyes, The Old Grey Whistle Test, Monty Python's Flying Circus a The Money Programme, sportovní přenosy zahrnovaly mj. snooker a ragby. BBC Two byl v roce 1967 prvním britským kanálem, který začal vysílat barevně.
Ve vysílání se objevil 13dílný seriál o historii západního umění, který ukazoval kvalitu barevného vysílání. Další sledované série byly Civilisation, The Ascent of Man a America.
V roce 1969 byl Attenborough povýšen do funkce programového ředitele, čímž získal vliv na oba kanály BBC. Jeho práce nabyla manažerskou podobu, což mu znemožnilo se podílet na výrobě pořadů. V roce 1972 byl vyzván, aby kandidoval na funkci generálního ředitele BBC, což však odmítl. Naopak začátkem roku 1973 se vzdal své pozice a vrátil se k výrobě pořadů.

## Návrat k tvorbě
Po své rezignaci se stal nezávislým komentátorem. V roce 1973 se vydal do Indonésie v rámci série Eastwards with Attenborough, která se podobala dřívější sérii Zoo Quests.
Následně začal svou práci na scénáři k seriálu Život na Zemi (Life on Earth). Jelikož se jednalo o velmi náročný projekt, BBC ke spolupráci přizvala i American Network, aby zajistila dostatek finančních prostředků. Dalším projektem byl seriál o domorodém umění The Tribal Eye (1975) a o objevitelských cestách The Explorers (1975). Rovněž se věnoval kryptozoologii v pořadu Fabulous Animals (1975), kde se věnoval i legendárním zvířatům, jako byl gryf či kraken. Nakonec BBC podepsala koprodukci s Turner Broadcasting a seriál Život na Zemi se v roce 1976 dostal do produkce.

### Série o životě na Zemi
Třináctidílná série Život na Zemi (Life on Earth) uvedená v roce 1979 se měla stát měřítkem kvality pro filmy o přírodě a ovlivnila generace dokumentaristů. Attenborough a jeho tým reflektovali nejnovější výsledky vědeckého bádání, zcela v duchu evoluční biologie. Projektem získali důvěru vědců, výzkumníků a badatelů, kteří jim umožnili získat nové poznatky a odhalili jim nové objevy a postupy. Týmu bylo umožněno připojit se k výzkumu horských goril prováděném Dian Fosseyovou. Dalším faktorem úspěchu dokumentu byla inovativnost – používaly se nové filmovací techniky a zapojeno bylo i počítačové zpracování. Attenborough v sérii vystupoval jako průvodce, ale svou přítomnost před kamerou se snažil omezit na nutné minimum. Dodnes je série považována za klasiku mezi přírodopisnými dokumenty.
Úspěch dokumentu Život na Zemi podnítil i jeho volné pokračování a tak vznikla dvanáctidílná série Živá planeta (The Living Planet), která byla uvedena v roce 1984. Attenborough s týmem se tentokrát zaměřil na ekologickou stránku života, především na adaptaci organismů na svém životní prostředí. Seriál byl úspěšný, jak komerčně, tak i ze strany odborné kritiky.
Trilogii zkompletovala v roce 1990 série Zázraky života (The Trials of Life), která se zaměřila na zvířecí chování v různých fázích života. Dokument znovu získal uznání a vyvolal i silné reakce publika, mimo jiné díky svým záběrům lovu lachtanů kosatkami na pobřeží Patagonie a lovení gueréz tlupou šimpanzů.

## Pocty

### Druhy pojmenované na jeho počest
- Attenborosaurus conybeari (ext.)
- Blakea attenboroughi
- Ctenocheloides attenboroughi
- Electrotettix attenboroughi (ext.)
- Hieracium attenboroughianum
- Nepenthes attenboroughii
- Prethopalpus attenboroughi
- Trigonopterus attenboroughi
- paježura Attenboroughova (Zaglossus attenboroughi)

## Filmografie (výběr)

### Série Život
- Život na Zemi (Life on Earth) (1979)
- Živá planeta (The Living Planet) (1984)
- Zázraky života (The Trials of Life) (1990)
- Life in the Freezer (1993)
- Soukromý život rostlin (The Private Life of Plants) (1995)
- Ptačí svět (The Life of Birds) (1998)
- Život savců s Davidem Attenboroughem (The Life of Mammals) (2002)
- Život pod našima nohama (Life in the Undergrowth) (2005)
- Svět plazů a obojživelníků (Life in Cold Blood) (2008)

### Série Planeta Země
- Modrá planeta – Historie oceánů (The Blue Planet) (2001)
- Zázračná planeta (Planet Earth) (2006)
- Zmrzlá planeta (Frozen Planet) (2011)
- Zázračná planeta II (2016)
- Sedm světů, jedna planeta (Seven Worlds, One Planet) (2019)
- Modrá planeta II (2017)
- Dokonalá planeta (A Perfect Planet) (2021)
- The Green Planet (2022)
- Frozen Planet II (2022)
- Planet Earth III (2023)

### Další seriály
- Zákony divočiny (Wildlife on One) (1977–2005)
- Svět přírody (Natural World) (1984–2019)
  - Pouštní lvi (Desert Lions) (2006)
  - Rajky (Birds of Paradise) (2010)
- The First Eden (1987)
- Lost Worlds, Vanished Lives (1989)
- State of the Planet (2000)
- Fascinující proměny přírody (Nature's Great Events) (2009)
- Život (Life) (2009)
- První život (First Life) (2010)
- Madagaskar (2011)
- Království rostlin (Kingdom of Plants 3D) (2012)
- Attenborough – 60 let v divočině (Attenborough: 60 Years in the Wild) (2012)
- Afrika (2013)
- Galapágy (2013)
- Mikro monstra (2013)
- Přírodní kuriozity Davida Attenborougha (David Attenborough's Natural Curiosities) (2013–2017)
- Triumf obratlovců (Triumph of the Vertebrates) (2013) – též pojmenováno Zvířata a Attenborough
- Zvířata a Attenborough (2013)
- David Attenborough: Život v oblacích (Conquest of the Skies 3D) (2013)
- Příběh života (Life Story) (2014)
- David Attenborough: Velký bariérový útes (Great Barrier Reef) (2015)
- Divoký Singapur (David Attenborough’s Wild City) (2015)
- Lov (The Hunt) (2015)
- David Attenborough: Zvířecí dynastie (Dynasties) (2018)
- Naše planeta (Our Planet) (2019–23)
- Velká přírodovědná dobrodružství Davida Attenborougha (2022)
- Prehistoric Planet (2022–23)
- Secrets of Sound with David Attenborough (2024)
- Mammals (2024)

### Filmy
- A Blank on the Map (1971)
- Survival Island (1996)
- The Song of the Earth (2000)
- Ztracení bohové Velikonočního ostrova (2000)
- Lvi – špionáž v brlohu (2002)
- Sloni – špionáž ve stádu (2003)
- Medvědi – špionáž v lese (Bears: Spy in the Woods) (2004)
- Are We Changing Planet Earth? (2006)
- Putování pakoňů očima skrytých kamer (2007)
- Tygr – špionáž v džungli (Tiger: Spy in the Jungle) (2008)
- Darwin (Charles Darwin and the Tree of Life) (2009)
- Umírající oceány (The Death of the Oceans?) (2008)
- Attenborough's Journey (2010)
- Pouštní moře (2008)
- Létající monstra (Flying Monsters 3D with David Attenborough) (2011)
- David Attenborough a obří vejce (Attenborough and the Giant Egg) (2011)
- Svět kolibříků (2012)
- David Attenborough: Příběh tučňáka (The Penguin King 3D) (2012)
- When Bjork Met Attenborough (2013)
- David Attenborough's Natural History Museum Alive (2014)
- Galapágy 3D: Zázrak přírody (2014)
- Láska a partnerství v říši zvířat (Animal Attraction) (2014)
- Attenborough a Obama (2015)
- David Attenborough: Rajští ptáci (Attenborough's Paradise Birds) (2015)
- David Attenborough – v devadesáti stále za kamerou (Attenborough at 90: Behind the Lens) (2016)
- David Attenborough a obří dinosaurus (Attenborough and the Giant Dinosaur) (2016)
- David Attenborough a živé světlo (Attenborough's Life That Glows) (2016)
- David Attenborough: Zoo Quest v barvě (Zoo Quest in Colour) (2016)
- David Attenborough: Slon jménem Jumbo (Attenborough and the Giant Elephant) (2017)
- David Attenborough a mořský drak (Attenborough and the Sea Dragon) (2018)
- Moudrost velryb (Das Wesen der Wale) (2015)
- Divoký Singapur: Pralesy (Wild City: Forest Life) (2019)
- Klimatická změna – Fakta (Climate Change – The Facts) (2019)
- Attenborough – Dobrodružný svět (David Attenborough's Global Adventure) (2020)
- Attenborough – Život v divočině (Attenborough's Journey) (2020)
- David Attenborough: Život na naší planetě (David Attenborough: A Life on Our Planet) (2020)
- Indická divoká Karnátaka (Wild Karnataka) (2020)
- Ohrožená biodiverzita – fakta o vymírání druhů (Extinction: The Facts) (2020)